# Eugen Geinitz

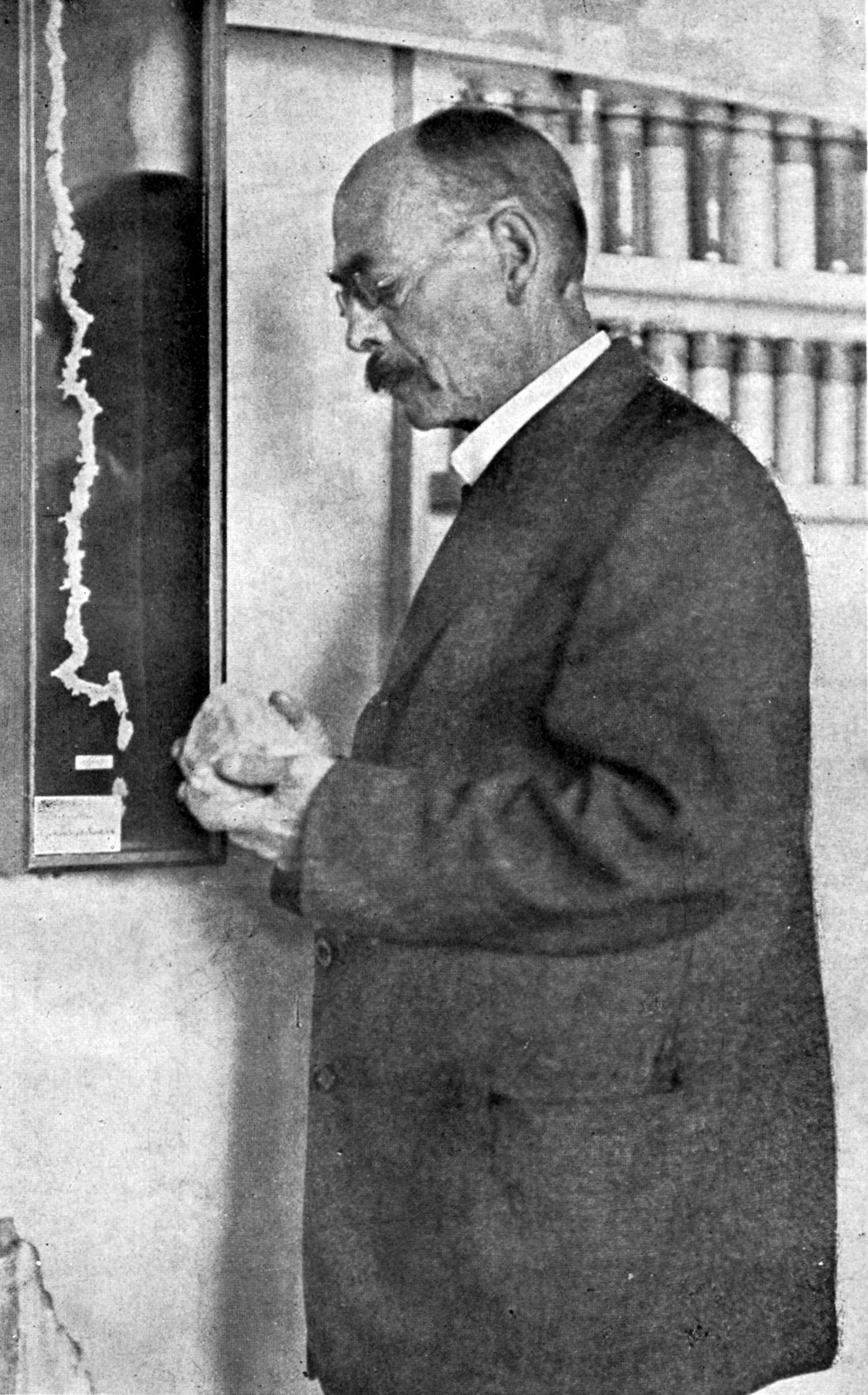
Eugen Geinitz

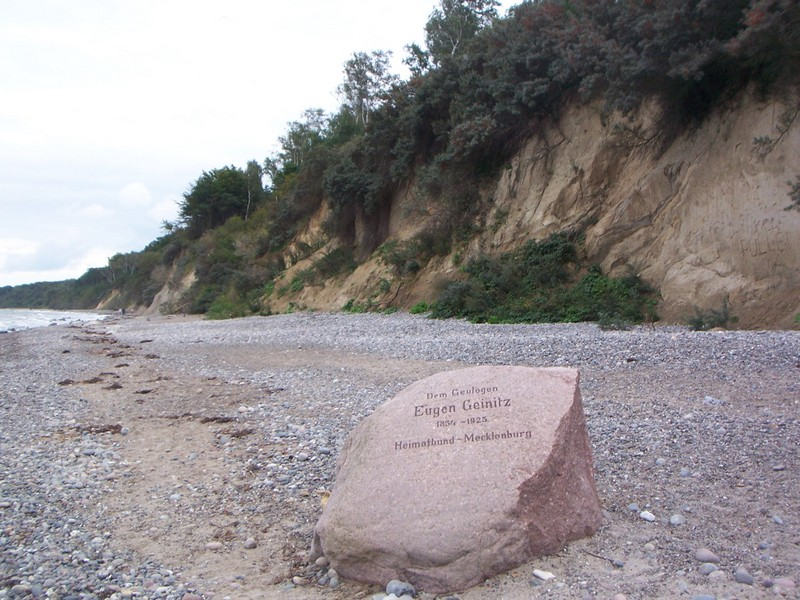
Geinitzstein am Geinitzort in der Stoltera bei Warnemünde

Franz Eugen Geinitz (* 15. Februar 1854 in Dresden; † 9. März 1925 in Rostock) war ein deutscher Geologe und Mineraloge.

## Leben
Eugen Geinitz, Sohn des Geologen Hanns Bruno Geinitz, studierte Geologie und Mineralogie sowie Philosophie an der Technischen Hochschule Dresden und in Leipzig. Er wurde in Leipzig 1876 zum Dr. phil. promoviert und 1877 in Göttingen habilitiert. Zwischen 1876 und 1878 wirkte Geinitz als Privatdozent in Göttingen und Heidelberg. Am 1. Oktober 1878 erhielt er seine Berufung auf den Lehrstuhl für Mineralogie und Geologie an der Universität Rostock. 1881 erfolgte seine Ernennung zum Direktor des Mineralogisch-geologischen Institutes. Geinitz wirkte seit 1889 als Direktor der Geologischen Landesanstalt des Großherzogtums Mecklenburg-Schwerin.
Eugen Geinitz war verheiratet mit Mathilde Thierfelder (* 1855), einer Tochter des Mediziners Theodor Thierfelder, Ordinarius für Innere Medizin an der Universität Rostock. Ein Sohn war der in Ludwigslust und später in Hagen tätige Mediziner Hans Theodor Geinitz (* 1884).

## Mitgliedschaften und Ehrungen
Im Jahr 1881 wurde Geinitz zum Mitglied der Leopoldina gewählt. 
Im Gedenken an ihn wurde 2013 ein Aussichtspunkt bei Usadel in Südostmecklenburg als Eugen-Geinitz-Sicht benannt. Der  Geinitzort mit einem Gedenkstein für Eugen Geinitz befindet sich an der Spitze der Steilküste Stoltera an der Ostsee.
Anlässlich des 100. Todestages von Eugen Geinitz am 9. März 2025 haben der Geowissenschaftliche Verein Neubrandenburg, das Müritzeum in Waren und das Landesamt für Umwelt, Naturschutz und Geologie Mecklenburg-Vorpommern das Jahr 2025 zum Geinitz-Jahr erklärt.

## Werke
Die Landesbibliographie Mecklenburg-Vorpommern weist für Eugen Geinitz mehr als 200 Veröffentlichungen nach, darunter mehr als 70 Monographien.
- Die Seen, Moore und Flussläufe Mecklenburgs. Commissionsverlag Opitz & Co, Güstrow 1886.
- Hanns Bruno Geinitz, ein Lebensbild aus dem 19. Jahrhundert. Halle 1900.
- Wesen und Ursache der Eiszeit. Opitz, Güstrow 1905.
- Die Eiszeit. Vieweg, Braunschweig 1906, Archive
- Die Sturmflut vom 30. Dezember 1913 in ihrer Einwirkung auf die mecklenburgische Küste. Rostock 1914.
- Geologie von Mecklenburg-Strelitz. Rostock 1915.
- Die Braunkohlenformation in Mecklenburg. Rostock 1917.
- Das Diluvium Deutschlands. Schweizerbart, Stuttgart 1920.
- Geologie Mecklenburgs. 2 Bände. 1922.
- Das Erdbeben von Iquique am 9. Mai 1878 und die durch dasselbe verursachte Erdbebenfluth im Grossen Ocean, Nova Acta Leopoldina, Band 40, Nr. 9, Halle 1878, Archive
- Geologischer Führer durch Mecklenburg, 1899, Borntraeger, Sammlung Geologischer Führer 2, 1899
- Beitrag zur Geologie Mecklenburgs IV: Die Geschiebe krystallinischer Massengesteine im mecklenburgischen Diluvium, Neubrandenburg 1882, Archive
- Die Entwicklung der mecklenburgischen Geologie. Rede zur Feier des 28. Februar 1904, Güstrow, Druck der Ratsbuchdruckerei von C. Michaal, 1904, Archive